# Elwyn Berlekamp

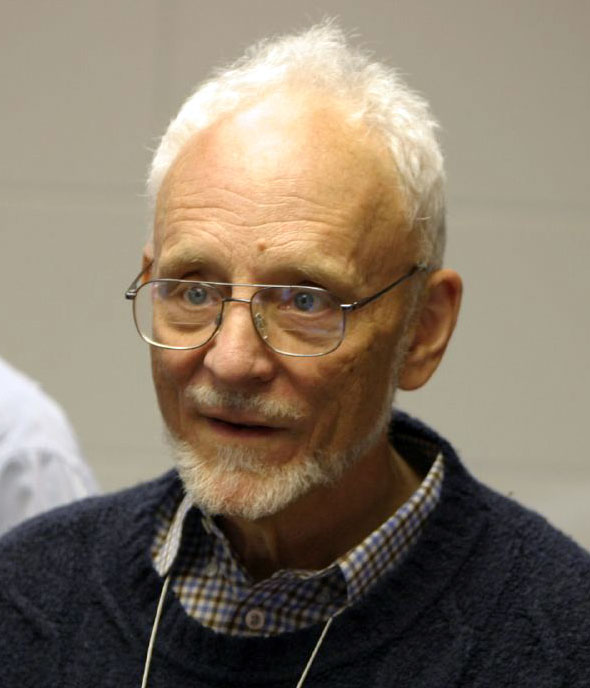
Berlekamp in Banff 2005

Elwyn Ralph Berlekamp (* 6. September 1940 in Dover, Ohio; † 9. April 2019) war ein US-amerikanischer Mathematiker und Informatiker, der sich insbesondere mit Kodierungstheorie und kombinatorischer Spieltheorie beschäftigte.

## Leben
Berlekamp studierte Elektrotechnik am Massachusetts Institute of Technology, wo er 1961 nach erfolgreicher Teilnahme am gleichnamigen Wettbewerb Putnam-Fellow war. 1962 machte er dort seinen Master-Abschluss und 1964 promovierte er in Elektrotechnik bei Robert Gray Gallager und Claude Shannon (Block coding with noiseless feedback). Danach lehrte er bis 1966 an der University of California, Berkeley, bevor er als Wissenschaftler zu den Bell Laboratories ging. Ab 1971 war er wieder Professor für Mathematik in Berkeley.
Berlekamp war verheiratet, hatte zwei Töchter und einen Sohn. Er starb 78-jährig im April 2019.

## Werk
Berlekamp entwickelte Algorithmen für (fehlerkorrigierende) Codes, zum Beispiel den Berlekamp-Massey-Algorithmus und den Berlekamp-Welch-Algorithmus. 1973 gründete er mit seiner Frau Jennifer und Solomon W. Golomb die Firma Cyclotomics Inc., die solche Algorithmen entwickelte. 1982 war er ihr CEO (weshalb er seine Lehrtätigkeit in Berkeley in dieser Zeit reduzierte), 1985 wurde die Firma an Eastman Kodak verkauft. 1984 entstand als Ableger für deren Kryptographie-Entwicklungen die Firma Cylinks, die später in der Firma Safenet aufging.
In der kombinatorischen Spieltheorie war er der Mitautor eines Standardwerks mit John Horton Conway und Richard K. Guy (Winning Ways) und eines Buches mit David Wolfe über die Mathematik von Go und ein Buch über die des Kinderspiels Käsekästchen (Dots and Boxes), das er ab Ende der 1960er Jahre analysierte.
Von ihm stammte der Berlekamp-Algorithmus (1967), der in der Computeralgebra zur Faktorisierung von Polynomen über endlichen Körpern eingesetzt wird.
Nachdem er für die Firma Axcom (die damals Algorithmen für Derivatehandel des Medaillon Fund des Mathematikers James Simons entwickelte) ab 1986 beratend tätig gewesen war, übernahm er 1989 die Firma und wurde deren Präsident, verkaufte seine Anteile aber nach einem Jahr im Dezember 1990 an Simons, wobei er den Gewinn der Firma mit der Entwicklung und Implementierung neuer Algorithmen erheblich beförderte. Die Firma gehört heute zum Hedge-Fonds Renaissance Technologies von James Simons. In der Folge war er unter anderem im Finanzkomitee der National Academy of Engineering und der National Academy of Sciences. 1994 bis 1998 war er Vorsitzender im Leitungsrat des MSRI und 2001 bis 2003 beim International Computer Science Institute (ICSI).
Er war auch 1991 Mitgründer des Mathematik-Verlags A. K. Peters von Alice und Klaus Peters.
Ab 1992 war er Mitorganisator mehrerer Konferenzen zu Ehren von Martin Gardner (Gathering for Gardner, G4G).
Berlekamp war seit 1999 Mitglied der National Academy of Sciences und seit 1977 der National Academy of Engineering. Er war Fellow der American Mathematical Society und, seit 1996, der American Academy of Arts and Sciences.

## Schriften
- Algebraic coding theory, McGraw Hill 1968, Nachdruck Aegean Park Press 1984
- mit John Horton Conway, Richard K. Guy: Gewinnen, Braunschweig, 1985/86, 4 Bände, ISBN 3-528-08531-2, ISBN 3-528-08532-0, ISBN 3-528-08533-9, ISBN 3-528-08534-7 (engl. Original: Winning Ways for your Mathematical Plays., 2 Bände, ISBN 0-12-091101-9, ISBN 0-12-091102-7, aktualisierte Neuauflagen 2001 bis 2004).
- mit David Wolfe: Mathematical Go, A K Peters 1994, ISBN 1-56881-032-6.
- The Dots and Boxes Game, A K Peters 2000, ISBN 1-56881-129-2.

## Verweise
1. ↑  Elwyn Berlekamp Died April 9, 2019, computationalcomplexity.org, abgerufen am 13. April 2019
2. ↑  Er selbst hat allerdings nie einen Abschluss in Mathematik erworben.
3. ↑  Homepage in Berkeley
4. ↑  Berlekamp zu seinen Arbeiten in Kodierungstheorie; der Berlekamp-Algorithmus dient zur Invertierung von Matrizen mit konstanter Diagonale über beliebigen Körpern. Er wurde von James Massey zur Synthese linearer Schieberegister bei vorgegebenem Output verwendet und wird häufig bei der Dekodierung von Codes verwendet.
5. ↑  nach Lloyd Welch, der diese Algorithmen mit Berlekamp Anfang der 1980er Jahre bei Cyclotomics entwickelte. Er ist patentiert.
6. ↑  Sie hieß dann Kodak Berkeley Research
7. ↑  Berlekamp über seine Wirtschafts-Aktivitäten
8. ↑  Berlekamp zu seiner Analyse von Käsekästchen
9. ↑  Berlekamp und Axcom auf seiner Webseite an der Universität Berkeley

| Personendaten    | Personendaten                                   |
| ---------------- | ----------------------------------------------- |
| NAME             | Berlekamp, Elwyn                                |
| ALTERNATIVNAMEN  | Berlekamp, Elwyn Ralph (vollständiger Name)     |
| KURZBESCHREIBUNG | US-amerikanischer Mathematiker und Informatiker |
| GEBURTSDATUM     | 6. September 1940                               |
| GEBURTSORT       | Dover, Ohio                                     |
| STERBEDATUM      | 9. April 2019                                   |